# Når støvet har lagt sig
Når støvet har lagt sig er en dansk tv-serie produceret af DR. Serien udkom i februar 2020.

## Plot
Når støvet har lagt sig skildrer en række forskellige karakterer i dagene før, under og efter et terrorangreb, der chokerer København. De forskellige karakterer ændres alle grundlæggende af den tragiske hændelse. Deres historier flettes sammen gennem de ti episoder, hvor de påvirker hinandens liv og kommer sammen på uventede måder.

## Medvirkende
| Skuespiller             | Rolle                                                           |
| ----------------------- | --------------------------------------------------------------- |
| Karen-Lise Mynster      | Elisabeth Hoffmann, justitsminister                             |
| Lotte Andersen          | Stina Frennerslev, justitsministerens ægtefælle, Holgers datter |
| Hadi Ka-Koush           | Fashad Hassan, justitsministerens rådgiver                      |
| Kim Vedel               | Ministerchauffør                                                |
| Marina Bouras           | Justitsministeriets departementschef                            |
| Stine Schrøder Jensen   | Birgitte, PET-chef                                              |
| Flemming Enevold        | Hans-Jacob Bundgaard, statsminister                             |
| Ken Vedsegaard          | Bisgaard, folketingsmedlem, partifælle til statsministeren      |
| Jacob Lohmann           | Morten Dalsgård, VVS-installatør                                |
| Julie Agnete Vang       | Camilla Dalsgård, folkeskolelærer, Mortens kone                 |
| Elias Budde Christensen | Albert Dalsgård, Morten og Camillas søn                         |
| Kaya Toft Loholt        | Rose Dalsgård, Morten og Camillas datter                        |
| Malin Crépin            | Lisa Karlsson, svensk sangerinde                                |
| Magnus Krepper          | Stefan, svensk musikproducer, Lisas samlever                    |
| Rikke Bilde             | Annika Kruse, Gingers fraskilte søster                          |
| Adam Brix               | Philip, Annikas fraskilte mand, Lisas kæreste                   |
| Henning Jensen          | Holger Frennerslev, plejehjemsbeboer                            |
| Morten Hauch-Fausbøll   | Claus Frennerslev, Holgers søn                                  |
| Susan A. Olsen          | Plejehjemsleder                                                 |
| Arian Kashef            | Jamal, medarbejder i frisørsalon                                |
| Peter Christoffersen    | Nikolaj, restauratør                                            |
| Filippa Suenson         | Louise Petersen, enlig mor, tjener og studerende                |
| Viola Martinsen         | Marie, Louises datter                                           |
| Katinka Lærke Petersen  | Ginger, hjemløs                                                 |
| Besir Zeciri            | Alban, Jamals ven                                               |
| Amany Turk              | Nesrin, Jamals mor                                              |
| Manmeet Singh           | Chadi, Jamals ældre bror, taxachauffør                          |
| Maggie                  | Hunden Tove                                                     |